# Tajda
Tajda je žensko osebno ime.

## Slovenske izpeljanke imena
Taja, Tajana, Tajka, Tajša

## Izvor imena
Ime Tajda bi lahko izhajalo iz italijanskega imena Tàide, ki ga razlagajo iz grškega imena Thais z nejasnim pomenom. Ime Tajda v jeziku Esperanto pomeni plima.

## Pogostnost imena
Po podatkih SURSa je bilo na dan 31. decembra 2007 v Sloveniji 559 oseb z imenom Tajda. Ostale oblike imena, ki so bile na ta dan tudi v uporabi: Taja (925 oseb), Tajana (56), Tajka (8).
Znane nosilke:
- Tajda Lekše
- Tajda Lipicer
- Tajda Jerkič
- Tajda Korče
- Tajda Gredar

## Osebni praznik
Osebe z imenom Tajda godujejo 8. oktobra., ko je v koledarju Bertajda, egipčanska spokornica iz 4. stoletja.